# میروسلاو ژبیرکا
میروسلاو ژبیرکا (انگلیسی: Miroslav Žbirka; ۲۱ اکتبر ۱۹۵۲ – ۱۰ نوامبر ۲۰۲۱) خواننده و ترانه‌سرای موسیقی پاپ کشور اسلواکی بود. او به زبان‌های اسلواکی، چکی و انگلیسی ترانه می‌خواند (پدر اسلواکی و مادر انگلیسی داشت). ژبیرکا در براتیسلاوا به دنیا آمد. در اواخر دهه ۱۹۷۰، او دو گروه موسیقی پاپ چکسلواکی Modus و Limit را تأسیس کرد. او در پراگ زندگی و کار می‌کرد. او در سال ۱۹۸۲ جایزه سالانه زلاتی اسلاویک را برای بهترین خواننده مرد چکسلواکی دریافت کرد. پس از تقسیم چکسلواکی، او این موفقیت را در جوایز سالانه اسلواکی در کشور اسلواکی تکرار کرد و در سال‌های ۲۰۰۲، ۲۰۰۴ و ۲۰۰۵ رتبه اول را در نمودارهای پایان سال سالانه کسب کرد.

## جوایز:
- او برندهٔ جوایزی همچون بلبل زرین (جایزه موسیقی) شده‌است.